# Nazim Akkari
Nazim Akkari, arab. ‏ناظم عكاري‎ (ur. 1902 w Trypolisie, zm. 11 marca 1985) – libański polityk, premier Libanu w 1952 roku.
Akkari pełnił również funkcje ministra spraw wewnętrznych, rolnictwa oraz spraw zagranicznych.